# Осейдж (округ, Канзас)
Осе́йдж (англ. Osage County; стандартное обозначение OS) — округ в штате Канзас, США. Официально образован в 1859 году. По состоянию на 2010 год, численность населения составляла 16 295 человек.

## География
По данным Бюро переписи США, общая площадь округа равняется 1 864,802 км2, из которых 1 828,542 км2 суша и 36,260 км2 или 2,000 % это водоёмы.

## Население
По данным переписи населения 2000 года в округе проживает 16 712 жителей в составе 6 490 домашних хозяйств и 4 737 семей. Плотность населения составляет 9,00 человек на км2. На территории округа насчитывается 7 018 жилых строений, при плотности застройки около 4,00-х строений на км2. Расовый состав населения: белые — 97,27 %, афроамериканцы — 0,22 %, коренные американцы (индейцы) — 0,65 %, азиаты — 0,17 %, гавайцы — 0,10 %, представители других рас — 0,41 %, представители двух или более рас — 1,18 %. Испаноязычные составляли 1,53 % населения независимо от расы.
В составе 33,80 % из общего числа домашних хозяйств проживают дети в возрасте до 18 лет, 61,00 % домашних хозяйств представляют собой супружеские пары проживающие вместе, 8,10 % домашних хозяйств представляют собой одиноких женщин без супруга, 27,00 % домашних хозяйств не имеют отношения к семьям, 23,50 % домашних хозяйствсостоят из одного человека, 11,50 % домашних хозяйств состоят из престарелых (65 лет и старше), проживающих в одиночестве. Средний размер домашнего хозяйства составляет 2,54 человека, и средний размер семьи 2,99 человека.
Возрастной состав округа: 27,00 % моложе 18 лет, 6,40 % от 18 до 24, 27,00 % от 25 до 44, 23,70 % от 45 до 64 и 23,70 % от 65 и старше. Средний возраст жителя округа 39 лет. На каждые 100 женщин приходится 96,00 мужчин. На каждые 100 женщин старше 18 лет приходится 93,30 мужчин.
Средний доход на домохозяйство в округе составлял 37 928 USD, на семью — 44 581 USD. Среднестатистический заработок мужчины был 30 670 USD против 22 981 USD для женщины. Доход на душу населения составлял 17 691 USD. Около 6,40 % семей и 8,40 % общего населения находились ниже черты бедности, в том числе — 8,40 % молодёжи (тех, кому ещё не исполнилось 18 лет) и 10,40 % тех, кому было уже больше 65 лет.